# Ашланка (нижний приток Уржумки)
Ашланка — река в России, протекает в Уржумском районе Кировской области. Устье реки находится в 33 км по левому берегу реки Уржумка. Длина реки составляет 24 км.
Исток реки находится в урочище Патрикеевская Роща на границе с Республикой Марий Эл в 10 км к северо-востоку от села Косолапово. Река течёт на северо-восток, протекает деревни Овсянниково, Пустополье, Русская Биляморь (все — Богдановское сельское поселение). Впадает в Уржумку у деревни Страбыкино. Притоки — Кузовошка (правый), Пижмарь (левый).

## Данные водного реестра
По данным государственного водного реестра России относится к Камскому бассейновому округу, водохозяйственный участок реки — Вятка от водомерного поста посёлка городского типа Аркуль до города Вятские Поляны, речной подбассейн реки — Вятка. Речной бассейн реки — Кама.
По данным геоинформационной системы водохозяйственного районирования территории РФ, подготовленной Федеральным агентством водных ресурсов:
- Код водного объекта в государственном водном реестре — 10010300512111100038354
- Код по гидрологической изученности (ГИ) — 111103835
- Код бассейна — 10.01.03.005
- Номер тома по ГИ — 11
- Выпуск по ГИ — 1